# Richard M. Daley

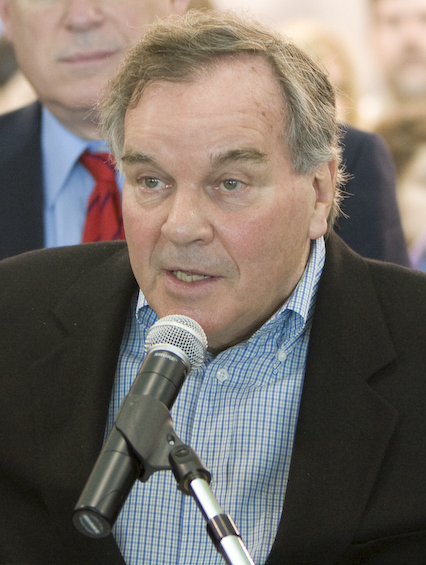
Richard M. Daley (2007)

Richard Michael Daley (* 24. April 1942 in Chicago, Illinois) ist ein US-amerikanischer Politiker. Er war von 1989 bis 2011 Bürgermeister von Chicago.
Richard Michael Daley ist das vierte Kind und der älteste Sohn des ehemaligen Bürgermeisters von Chicago, Richard J. Daley. Er wuchs im südwestlichen Chicagoer Stadtbezirk Bridgeport auf. In den 1970er-Jahren war Daley im Senat des Staates Illinois und anschließend von 1980 bis 1989 Staatsanwalt für Cook County. 1983 kandidierte er erstmals für das Bürgermeisteramt, unterlag jedoch. 1989 konnte er sich schließlich durchsetzen. Eines seiner Ziele war die Umwandlung des Uferbereichs des Michigansees in einen Park. Wegen einer umstrittenen Aktion zur Schließung des Meigs-Field-Flugfeldes kurz nach seiner Wiederwahl im Jahr 2003 wurde er heftig kritisiert. In dieser Wahl erhielt er 79 % aller Stimmen und ließ die anderen drei Kandidaten somit weit hinter sich. 2010 gab er bekannt, nicht noch einmal für das Amt kandidieren zu wollen und legte dieses am 16. Mai 2011 nieder.
Wie schon sein Vater ist Daley dafür bekannt, eine der stärksten und einflussreichsten Persönlichkeiten in der Politik von Illinois und tief in der Demokratischen Partei des Bundesstaates verwurzelt zu sein. Am 25. Dezember 2010 brach er den Rekord seines Vaters als längstregierender Bürgermeister Chicagos.
Am 30. November 2004 gab Daleys Sohn Patrick bekannt, dass er in die US Army eingetreten sei. Er ist der erste und einzige lebende Sohn von Richard Daley. Sein zweiter Sohn (Kevin) starb 1981 im Alter von 33 Monaten an Spina bifida. Im April 2005 kürte das Time Magazine Daley zu einem der fünf besten amtierenden Bürgermeister von großen US-Städten.